# Villafruela (Burgos)
Villafruela es un municipio y villa española de la provincia de Burgos, en la comunidad autónoma de Castilla y León. Se encuentra en la comarca de Arlanza, y forma parte del partido judicial de Lerma.
En el pueblo destaca la iglesia dedicada a San Lorenzo, el palacio arzobispal, un arco de sillería de la antigua muralla medieval conocido como Arco de Odón y la Ermita de la Vera Cruz o del Santo Cristo.
Gabino Ramos, filólogo y coautor del Diccionario del Español Actual, nació en el pueblo

## Geografía

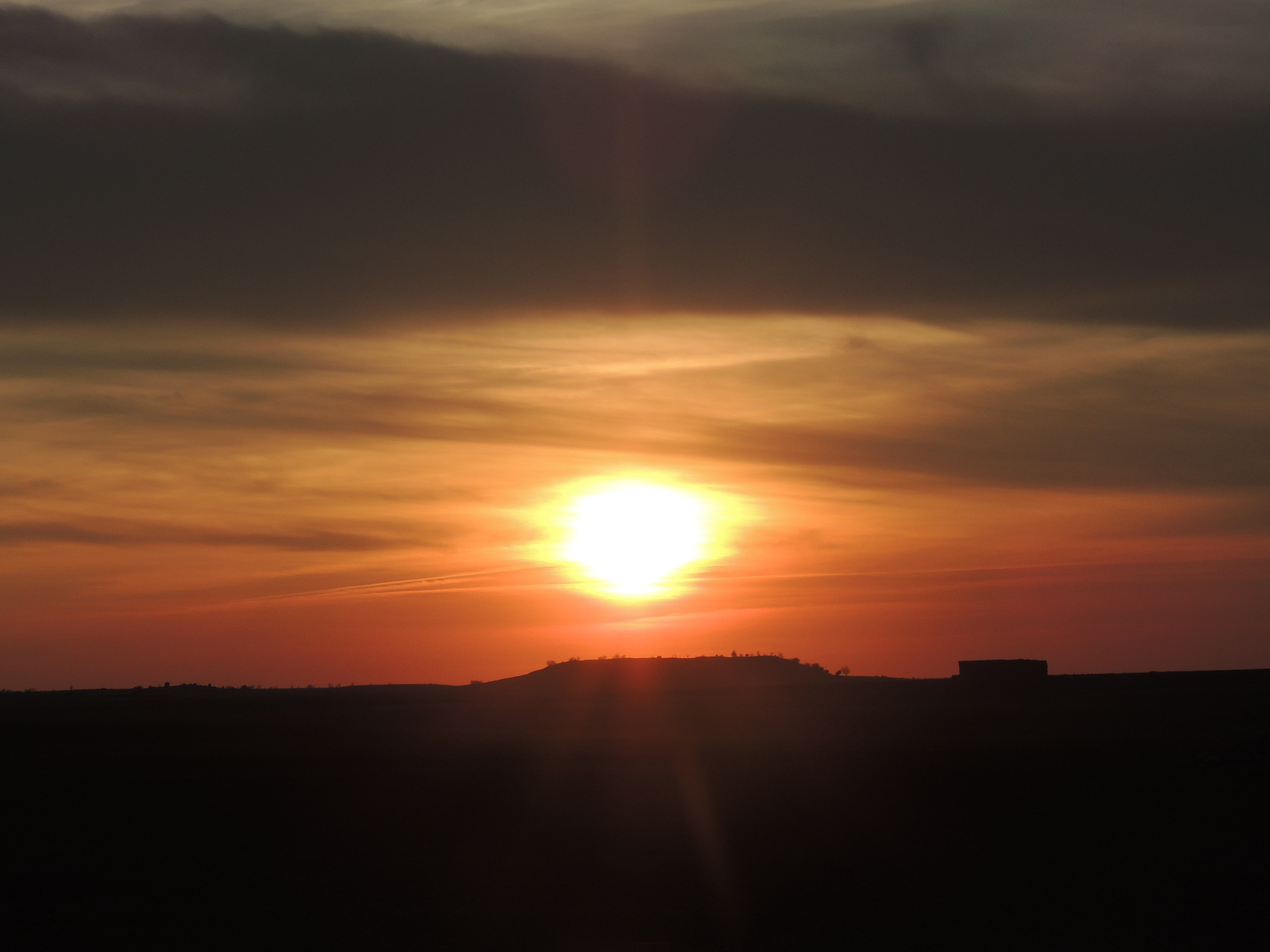
Atardecer de La Cotarra

Villafruela está rodeado por los municipios de Torresandino, Espinosa de Cerrato, Lerma y Cilleruelo de Abajo. El pueblo cuenta con acceso desde la Autovía del Norte de Madrid a Irún, a través de Quintanilla de la Mata por la carretera BU-114.
Villafruela cuenta con la mayoría del terreno dedicado al cultivo de cereal. El municipio es principalmente llano y tan solo destaca el monte de La Cotarra, con una elevación de 942 metros sobre el nivel del mar, y que se encuentra a unos 3 kilómetros de distancia del núcleo urbano. En la base de su cara oeste se encuentra el manantial Frades que cuenta con un rico ecosistema de aves y anfibios. Por la zona suelen verse cigüeñas y avutardas de dos patas. En el municipio nace el río Franco que discurre sentido Espinosa de Cerrato.

## Historia
Aunque los primeros pobladores de la zona serían celtíberos, bien arévacos o bien pelendones, no fue hasta la Edad Media que se funda la villa, probablemente durante el siglo X. Una teoría dice que fue fundada por gente que venía de la villa de Villafruela en Palencia y que le dieron el mismo nombre a esta villa al repoblarla. Otra teoría propone que el nombre proviene de algún vecino llamado Frohela que le daría su nombre, Villa de Frohela.
En el libro El obispado de Burgos y Castilla primitiva, desde el siglo V al XIII aparece nombrada Villafruela como una de las villas arrasadas por los moros en la campaña del año 920.
En 1077 la villa es comprada por el Monasterio de San Pedro de Cardeña.
En 1206 María Díaz y Juana Gutiérrez de Sandoval dona la villa al Monasterio de San Pelayo que existía entre los pueblos de Cevico Navero y Cubillas de Cerrato. En la documentación del convento consta Villafruela con el nombre Villafruela de Riofrancos.
En 1242 Inés Pérez de Marañón dona junto a su hermano Gil Pérez de Marañón los vasallos de Villafruela a la Iglesia de Burgos.
En 1428 la villa es vendida por el Monasterio de San Pelayo al concejo burgalés de Santa María del Campo. En ese mismo siglo el obispo de Burgos Luis de Acuña y Osorio cuenta con palacio en la villa residiendo en él en 1484.
En 1520, tras el incendio de Medina del Campo por parte de Antonio de Fonseca y el posterior levantamiento de los comuneros, estos fueron a buscar venganza contra Juan Rodríguez de Fonseca, Obispo de Burgos y hermano de Antonio. Este huyó de Valladolid a Villafruela y de ahí a Galicia. Al llegar los comuneros a Villafruela y no encontrarle el pueblo fue saqueado.
A principios del siglo XVI termina la construcción de la Iglesia de San Lorenzo. Villafruela aparece dentro del Infantazgo de Covarrubias con 182 vecinos y episcopalmente en el arciprestazgo de Palenzuela dentro del Arzobispado de Burgos con 160 vecinos.
En esa misma época recorría el pueblo un camino que conectaba el pueblo con Torresandino y Tordómar y con la suficiente entidad como para ser reseñado en el Mapa de Juan Villuga.
En 1614 el arquitecto Juan de Naveda residió por un tiempo en Villafruela.
En el Catastro del Marqués de la Ensenada de 1752 consta que la villa pertenecía al señorío del Arzobispado de Burgos.
A mediados del siglo XIX se describe a Villafruela como:

Villa con ayuntamiento en la provincia, audiencia territorial, capitanía general y diócesis de Burgos (12 leguas), partido judicial de Lerma (3 1/2). Situado en terreno llano aunque el más elevado de la provincia con buena ventilación y clima frío, pero saludable, y propenso a fiebres intermitentes. Tiene 150 casas que forman el casco de la población, la cual por la parte N. está circuida de una antigua muralla del tiempo de los árabes, con tres entradas; la una de estas que forma un arco de piedra sillería le llaman Puerta de Odón; hay 1 escuela de instrucción primaria, dotada con 40 fanegas de trigo; 1 iglesia parroquial (San Lorenzo) servida por 1 cura párroco. El término confina Norte Iglesia Rubia; Este el despoblado que nombran Campanario; Sur Cancillerado y Oeste Torre Sandino; en él se encuentra una ermita titulada de la Veracruz. El terreno participa de monte y llano, es pedregoso, de mediana calidad: le fertiliza un riachuelo. Los caminos son locales. El correo se recibe de Lerma. Producción: cereales, legumbres y cáñamo; cría ganado lanar y cabrio; caza mayor y menor. Industria: 2 molinos harineros. Población: 90 vecinos. 366 almas. Capacidad de producción: 1.454.000 reales. Imponible: 136.694 Contribución.: 9.015 reales. 15 mrs.
Diccionario geográfico-estadístico-histórico de España y sus posesiones de Ultramar

En 2015 el pueblo recibió uno de los premios Fuentes Claras con los que la Consejería de Fomento y Medio Ambiente de Castilla y León reconoce proyectos de sostenibilidad. Ese mismo año se cierra la escuela del pueblo por falta de alumnado con una exposición sobre su historia.

## Demografía
Villafruela cuenta con una población de 143 habitantes (INE 2024).
| Gráfica de evolución demográfica de Villafruela entre 1842 y 2021                                                     |
| |
| Población de derecho según los censos de población del INE. Población de hecho según los censos de población del INE. |

## Cultura

### Fiestas

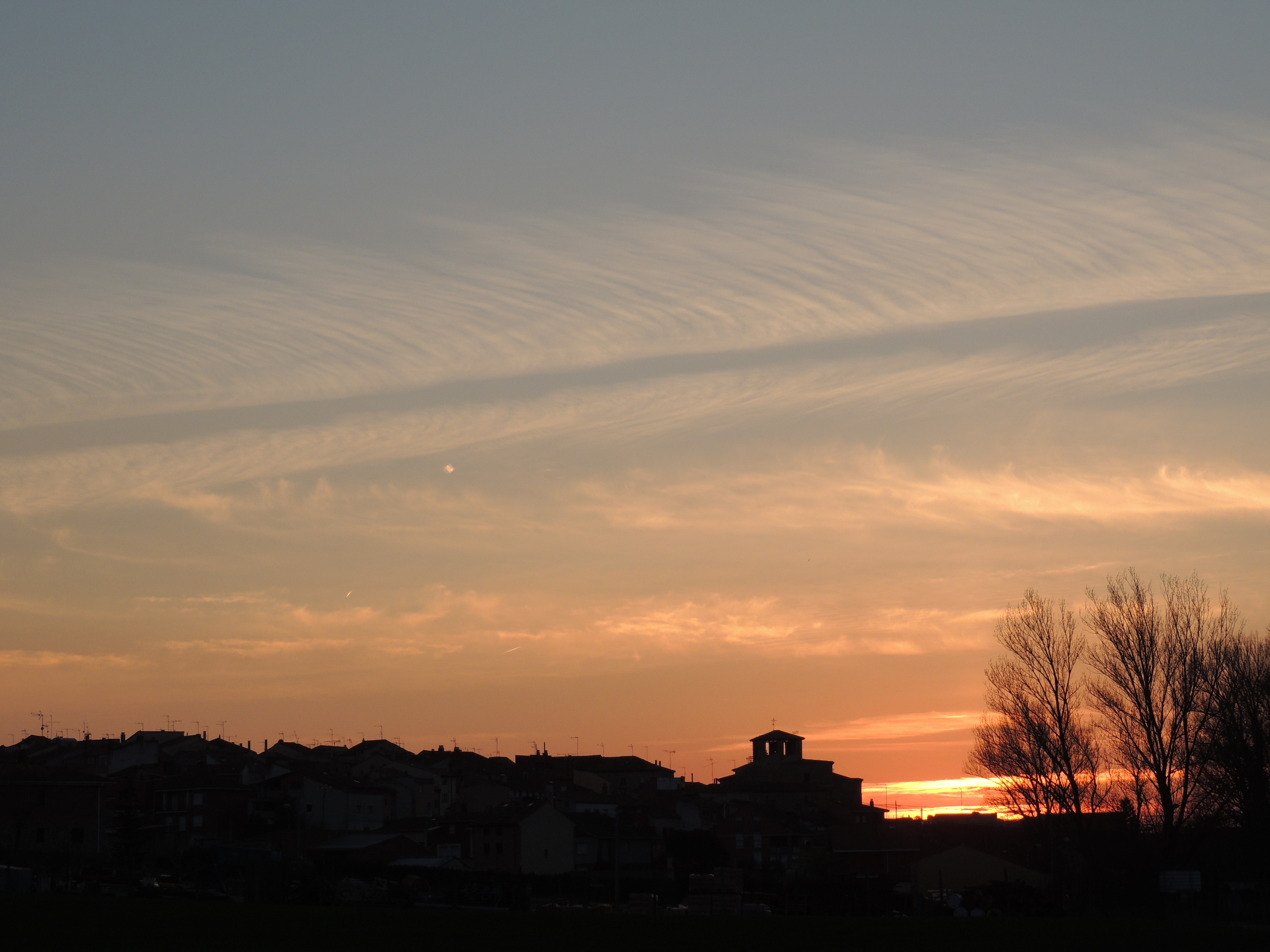
Villafruela (Burgos)

Las más importantes se celebran en los meses de verano.
Semana Santa
Los quintos, vecinos que cumplen 18 años en el año en curso, se encargan de preparar las fiestas que durarán Viernes Santo, Sábado Santo y Domingo de Resurrección.
San Isidro
15 de mayo. Patrón de los Agricultores, aunque no es una fiesta reconocida como tal ya que las dos fiestas oficiales del pueblo son San Antonio y San Lorenzo, los agricultores invitan en la escuela a un gran vermú por ser su patrón.
San Antonio
13 de junio. Fiesta Oficial del pueblo, el 13 de junio es el día del Santo Patrón y el 14 el día de los difuntos. Este mismo día es tradición ir a almorzar con las cuadrillas chuletas de cordero con un buen vino.
Por las tardes hay baile y por las noches verbena.
San Lorenzo

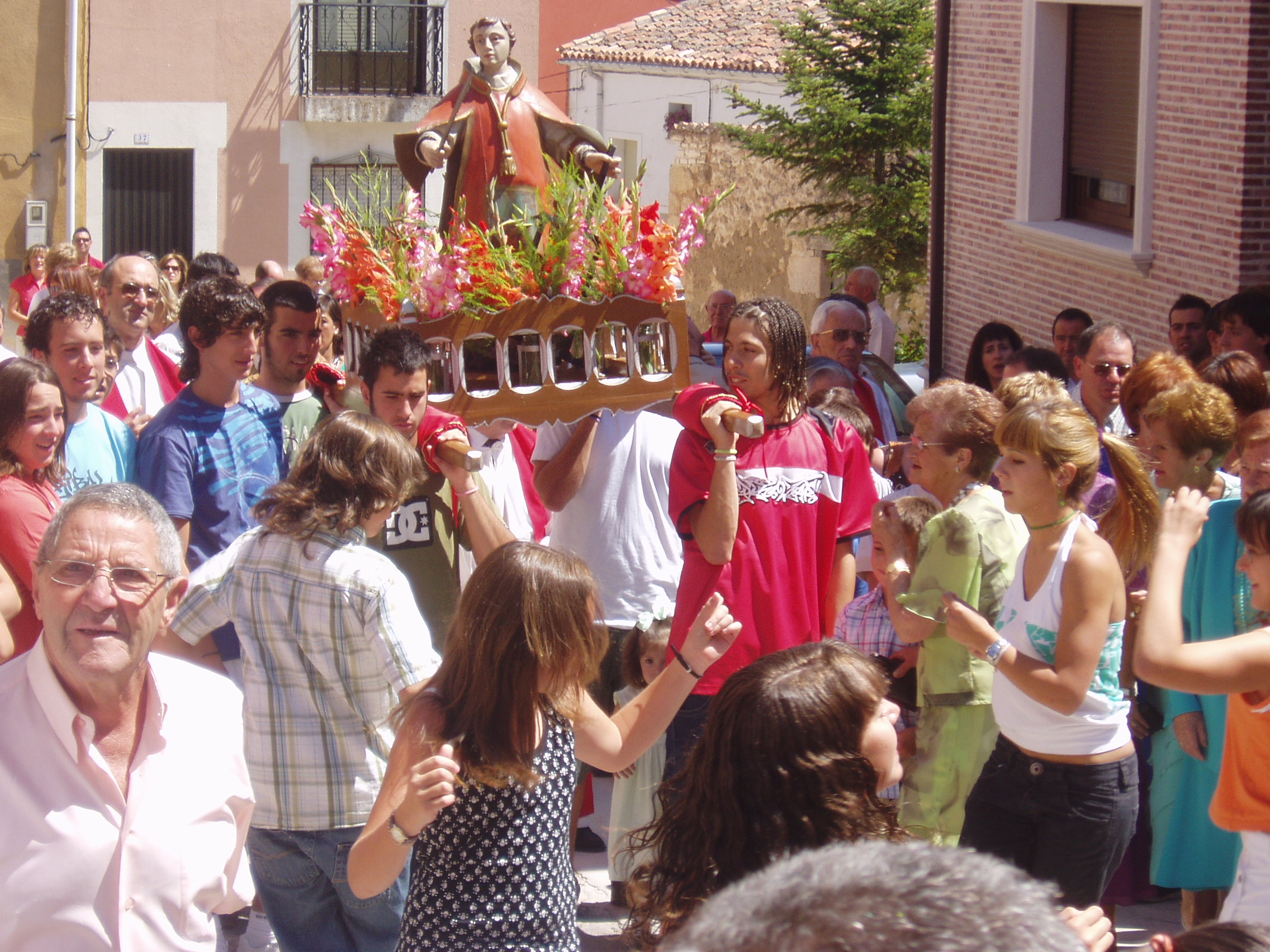
Procesión

10 de agosto. Fiesta Oficial del pueblo, en estas fiestas el número de personas crece considerablemente, debido a que su celebración es en verano. Suele haber 4 o 5 días de fiestas, unos días organizados por el ayuntamiento y otros por la comisión de fiestas.
En estas fiestas hay baile, verbena y noche de DJ locales, concursos para los más jóvenes y para los que no lo son tanto.
Es muy típico visitar en estas fiestas las bodegas, donde las diferentes cuadrillas tienen bebidas almacenadas para todos los días que van a durar las fiestas.
Igual que en las fiestas de San Antonio el 11 de agosto es tradición ir a almorzar con la cuadrilla las chuletas de cordero. Podemos encontrar la iglesia de San Lorenzo donde se celebra esta fiesta.
Páramo Rock
Durante los años 1990 y principios del 2000, con motivo de la fiesta de San Lorenzo, se celebró en el pueblo un festival de música rock llamado Páramo rock. El festival era gratuito y los años de mayor auge duró 2 días, tocando en él grupos como Los Enemigos, Dover, Sexy Sadie, Niños Mutantes o La Habitación Roja.